# Montmartre
 For alternative betydninger, se Montmartre (flertydig). (Se også artikler, som begynder med Montmartre)
Montmartre er en 130 meter høj bakke, der har givet navn til hele området i det nordlige Paris i 18. arrondissement.

## Navnet
Montmartre kommer af latin Mons Martyrum (= Martyrernes bjerg) fordi St. Denis, den første biskop af Paris, blev halshugget der af romerne sammen med sine to følgesvende Rusticus og Éleutherius  omkring år 250. Romerne kaldte højden Mons Mercurii (= Merkurs bjerg).  Under den franske revolution blev landsbyen omdøbt til Mont-Marat til ære for den snigmyrdede revolutionær Marat; men det varede ikke længe, før den igen kaldtes Montmartre. 

## Geologi
Montmartre er dannet af tykke lag af kaliumsulfat og mergel (kalkholdig lerjord). Højen blev dækket af stenbrud og kalkovne. I 1798 blev der fundet en del fossiler i området,  især et aftryk af en fugl.  Georges Cuvier gik i gang med udgravninger og fandt fossiler af forsvundne dyrearter, deriblandt en type hyæne og "den amerikanske pungrotte fra Montmartre". 

## Historie
Stedet for halshugningen af St. Denis var angiveligt Rue Yvonne Le Tac 11. Ifølge en legende fra 800-tallet skal han have samlet sit hoved op  og båret det til Saint-Denis, hvor han blev gravlagt. I 400-tallet lod St. Genevieve et kapel bygge på stedet. Det voksede til et stort kloster og betydeligt pilgrimsmål. I 1133 grundlagde Ludvig 6. af Frankrig et benediktinerkloster for kvinder på bakketoppen. Under den franske revolution blev Montmartre-klosteret nedrevet i 1792, og nonnerne henrettet eller spredt for alle vinde. Den 70-årige abbedisse, Marie-Louise de Montmorency-Laval, blev sendt til guillotinen 24. juli 1794 og gravlagt på Picpus-kirkegården,  den største private kirkegård i Paris med to massegrave med 1.306, der mistede livet under revolutionen. 
15. august 1534 aflagde Ignatius Loyola, Francis Xavier og fem andre på Montmartre den ed, der førte til oprettelsen af Jesuiterordenen. 
I mange år tilførte vingårdene og vindmøllerne Montmartre et strejf af landlig idyl midt i Paris.

## Det nittende århundrede
Da Napoleon 3. og hans byplanlægger, baron Haussmann, planlagde at gøre Paris til den smukkeste by i Europa, var det første skridt at overgive store stykker land til Haussmanns venner og støtter. Det betød, at de oprindelige beboere blev tvunget til at flytte til udkanten af byen som Clichy, La Vilette og Montmartre, bakken med udsigt over hele byen.
Fordi Montmartre lå uden for bygrænsen og derved var fritaget for byens skatter, og nonnerne dyrkede vin, blev området hurtigt et udflugtssted med mad og drikke. Det udviklede sig omkring 1900 til et sted med mere løssluppen underholdning end inde i Paris. I de populære kabareter Moulin Rouge og Le Chat Noir underholdt artister, sangere etc. som Yvette Guilbert, Marcelle Lender, Aristide Bruant, La Goulue, Georges Guibourg, Mistinguett, Fréhel, Jane Avril og Damia.

## Kabelbane
Op til området ved Sacré Coeur-kirken fører kabelbanen Funiculaire de Montmartre, hvortil metrobilletter kan anvendes.